# Buy-back
Il buy-back (o riacquisto di azioni proprie) è l'operazione di acquisto di azioni proprie da parte di una società per azioni.
In base alla legislazione italiana, le azioni proprie in portafoglio non possono superare la quota limite del 20% del totale del capitale sociale (vd. articolo 2357 del codice civile). Secondo la disciplina contabile civilistica, l'importo nominale delle azioni proprie, iscritto al costo storico o al fair value, va imputato ad una specifica Riserva per azioni proprie; essa si trova in bilancio sotto la voce Patrimonio netto, nel Capitale Netto all'interno del Passivo (Passività + Capitale Netto).
A seguito della crisi del 2008, le operazioni di buy-back si sono diffuse anche per altri strumenti finanziari, come le obbligazioni, e a soggetti di diritto pubblico, in particolare con il riacquisto di titoli di debito sovrano da parte delle Banche Centrali.
In questi casi, il riacquisto è finalizzato a:
- evitare che all'asta con gli investitori istituzionali restino invendute delle obbligazioni (e coprire le esigenze di liquidità degli Stati);
- collocare i titoli con interessi più bassi: aumentando la domanda (ovvero, arrivando dallo stesso emittente, di ridurre l'offerta), perché scende il costo complessivo del debito pubblico, e si mantiene ripagabile anche nel lungo termine.

Il costo del riacquisto di azioni (in percentuale sull'aumento di equity consolidato) viene rapportato alla redditività del capitale proprio. Al 2015 questo tipo di operazioni non risultavano economicamente convenienti in Francia, dove il costo di acquisizione dei fondi propri oscillava fra il 10 e il 12% a fronte di una redditività media del capitale proprio pari al 65.

## Perché avvengono le operazioni dibuy back?
- Eccesso di liquidità: l'azienda ritiene, in questo caso, che la sua liquidità in eccesso possa essere più redditizia se investita nelle sue stesse azioni, piuttosto che adoperata in impieghi bancari (a causa, magari, dei bassi tassi di interesse) o reinvestita nel suo business caratteristico.

È come se la società si ponesse nell'ottica di un investitore esterno, decidendo di condurre un investimento sul suo stesso titolo.
Tramite il buy-back la società fornisce liquidità al mercato, rendendo meno onerosa l'operatività degli investitori. Evita, inoltre, che il prezzo di un corso azionario perda significatività per ragioni indipendenti dai fondamentali del titolo.
- Valore per gli azionisti (Shareholder value): poiché un'operazione di buyback
  1. Aumenta la quotazione dei titoli, in quanto ne sostiene la domanda sul mercato,
  2. Aumenta il valore patrimoniale dei titoli rimasti, qualora i titoli soggetti a buyback vengano distrutti.

Il riacquisto può essere finalizzato al mantenimento della maggioranza (assoluta o relativa) delle quote azionarie, e quindi del controllo e della proprietà aziendale, in quanto le azioni riacquistate dall'emittente escono dal listino-mercato azionario, e non possono essere oggetto di Offerta pubblica di acquisto. Quando i prezzi delle azioni sono particolarmente bassi, il lancio di un'OPA e una scalata societaria sono molto meno costosi per potenziali concorrenti.
Il riacquisto può essere finalizzato ad ottenere una plusvalenza, acquistando le azioni ai minimi storici per rivenderle sul mercato successivamente non appena le quotazioni ritornano ai livelli precrisi.
Essa può configurarsi come un'operazione che attribuisce un dividendo straordinario agli azionisti.
In Italia la distruzione dei titoli soggetti a buyback è stata resa particolarmente difficile dal legislatore, a causa delle norme stringenti che questi ha imposto per poterla effettuare (come la necessità di una delibera del Tribunale). Al più, nel nostro Paese, vale la regola che i dividendi spettanti alle azioni che restano in possesso della società, vanno attribuiti proporzionalmente alle altre azioni presenti sul mercato
Il buy-back è utilizzato per attuare:
- Piani di stock option: l'attribuzione di azioni ai dipendenti e/o agli amministratori, reca con sé l'implicazione che l'azienda debba dotarsi di tali pacchetti azionari.
- Distribuzione di azioni o altre opzioni su azioni: a titolo gratuito o oneroso, ai dipendenti e amministratori dell'emittente o di società controllate.
- Scambi di azioni con altre società di capitali, nell'ambito di operazioni di natura strategica di interesse per gli emittenti.
- Sottovalutazione del titolo: Se compiuto da manager che godono di una diffusa credibilità, il buyback può anche dare un "segnale" al mercato di come gli amministratori ritengano che il titolo sia sottovalutato. Se tale segnale viene recepito, gli agenti potrebbero investire in detto titolo e rispingere le quotazioni verso l'alto.

Spesso operazioni di buyback vengono fatte in seguito all'acquisizione tramite indebitamento personale (leveraged buyout): questo è un modo per far uscire liquidità dall'azienda e per consentire ai nuovi proprietari di ripagare parte del debito.
La Consob, insieme ad altri organismi di controllo europei della Borsa, ha stabilito proprie prassi legittime di buyback da parte degli emittenti.
Gli emittenti devono avvalersi di intermediari indipendenti, e possono operare un buyback nella misura del 25% dei volumi scambiati giornalmente nelle ultime 20 giornate di contrattazione dello strumento.